# Robert Sycz
Robert Sycz (Warschau, 15 november 1973) is een Pools lichtgewicht roeier. Sycz vormde tot en met de Olympische Zomerspelen 1996 een duo met Grzegorz Wdowiak in de lichte dubbel-twee. Vanaf de Wereldkampioenschappen roeien 1997 vormde hij een succesvol duo met Tomasz Kucharski. Samen wonnen ze de wereldtitel in 1997 en 1998 en goud op de Olympische Zomerspelen 2000 en Olympische Zomerspelen 2004 in de lichte dubbel-twee. Sycz won zijn laatste medaille tijdens de Wereldkampioenschappen roeien 2005 een bronzen medaille in de lichte dubbel-twee samen met Paweł Rańda.

## Resultaten
- Wereldkampioenschappen roeien 1993 in Račice 6e lichte dubbel-twee
- Wereldkampioenschappen roeien 1994 in Indianapolis 7e lichte dubbel-twee
- Wereldkampioenschappen roeien 1995 in Tampere 5e lichte dubbel-twee
- Olympische Zomerspelen 1996 in Atlanta 7e in de lichte dubbel-twee
- Wereldkampioenschappen roeien 1997 in Chambéry  lichte dubbel-twee
- Wereldkampioenschappen roeien 1998 in Keulen  lichte dubbel-twee
- Wereldkampioenschappen roeien 1999 in St. Catharines opgave lichte dubbel-twee
- Olympische Zomerspelen 2000 in Sydney  in de lichte dubbel-twee
- Wereldkampioenschappen roeien 2001 in Luzern  lichte dubbel-twee
- Wereldkampioenschappen roeien 2002 in Sevilla  lichte dubbel-twee
- Wereldkampioenschappen roeien 2003 in Milaan  lichte dubbel-twee
- Olympische Zomerspelen 2004 in Athene  in de lichte dubbel-twee
- Wereldkampioenschappen roeien 2005 in Kaizu  lichte dubbel-twee
- Wereldkampioenschappen roeien 2006 in Eton 5e lichte dubbel-twee
- Wereldkampioenschappen roeien 2007 in München opgave lichte dubbel-twee
- Wereldkampioenschappen roeien 2009 in Poznań 16e lichte dubbel-twee

1996: Michael Gier & Markus Gier ·
2000: Tomasz Kucharski & Robert Sycz ·
2004: Tomasz Kucharski & Robert Sycz ·
2008: Mark Hunter & Zac Purchase ·
2012: Mads Rasmussen & Rasmus Quist ·
2016: Jérémie Azou & Pierre Houin ·
2020: Fintan McCarthy & Paul O'Donovan ·
2024: Fintan McCarthy & Paul O'Donovan
- Virtual International Authority File: 3496151778214718130005